# بطاقة نول الإلكترونية
بطاقة نول الالكترونية هي بطاقة دفع ذكية يتم استخدامها من سداد تعرفة التنقل عبر وسائل النقل المختلفة التابعة لهيئة الطرق والمواصلات في دبي في الامارات العربية المتحدة من خلال استخدام بطاقة واحدة لكافة وسائل النقل في الامارة، ويمكن استخدام البطاقة للتنقل عبر مترو دبي،الحافلات العامة والباص المائي، وترام دبي, كما يمكن استخدامها في خدمة المواقف مدفوعة الأجر التابعة للهيئة ايضاً.

## انواعها
تتوفر بطاقات نول بأربعة أنواع متعددة لتلبية احتياجات الجمهور المختلفة وهي الفضية الذهبية الزرقاء الحمراء، حيث هواك عدة فروق بين هذه البطاقات

### بطاقة نول الفضية

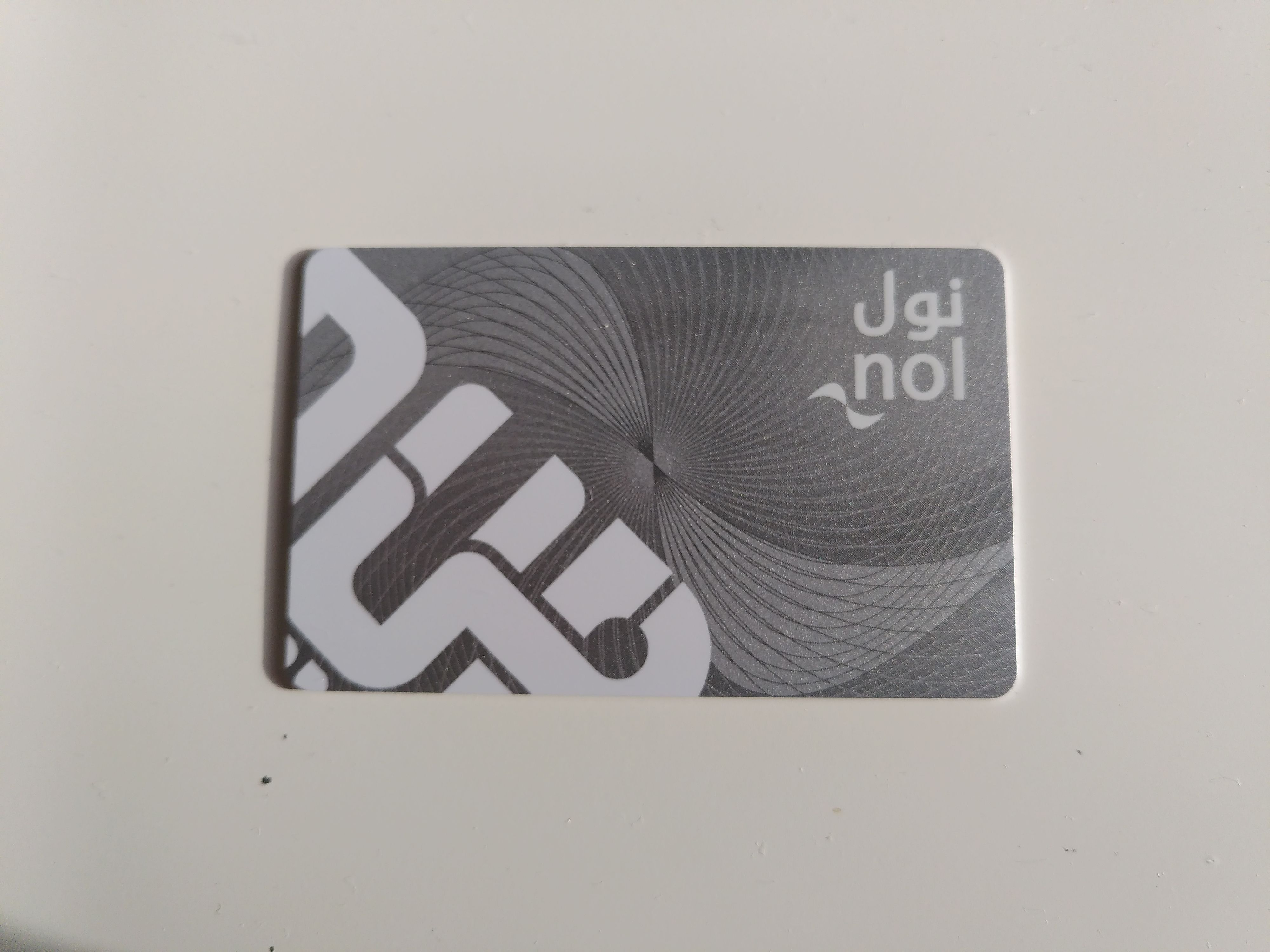
بطاقة نول الفضية

بطاقة نول الفضية تعد أكثر البطاقات استخداماً حيث يوجد بها محفظة إلكترونية يمكن تعبئتها برصيد يصل إلى 5000 درهم. تمتع بسهولة الحصول على هذه البطاقة فورًا من أي مكتب بيع تذاكر مقابل 25 درهم فقط (سعرها 6 دراهم 19 درهم للاستخدام) ويمكن استخدامها في جميع وسائل النقل.
- المميزات الرئيسة: يتم حساب التكلفة تلقائيًا لكل رحلة وخصمها من المحفظة الإلكترونية، صالحة للاستخدام في جميع وسائل النقل، ويمكنك الحصول عليها مقابل سعر منخفض واستخدامها مباشرة وصلاحيتها سارية لمدة 5 سنوات

### بطاقة نول الذهبية
بطاقة نول الذهبية هي بطاقة غير محددة لهوية حاملها وتحتوي على المزايا نفسها الموجودة في البطاقة الفضية، لكنها تتيح لحاملها استخدام مقاعد الدرجة الذهبية في مترو دبي بحيث تكون قيمة الدفع اعلى من البطاقة الفضية. ولكن إذا تم استخدمها في وسائل النقل الأخرى التي لا تتوفر بها الدرجة الذهبية كالحافلا العامة، تكون قيمة الدفع عادية.

### بطافة نول الزرقاء
البطافة الزرقاء هي بطاقة معرفة، وبالإضافة لمميزات البطاقة الفضية فان البطاقة الزرقاء لها رصيد بطاقة آمن في حال تعرض بطاقتك للضياع/السرقة، وخدمات متنوعة آمنة عبر الإنترنت، فضلاً عن الإخطارات بالرسائل القصيرة (SMS) والبريد الإلكتروني وذلك لإبقائك على اطلاع
اما الطلاب أو كبار السن أو ذوي الإعاقة، فيحصلون على تعرفة مخفضة من بطاقات نول الزرقاء ويبلغ سعر البطاقة 70 درهم يتم استخدام 20 درهم منها للدفع.

### بطاقة نول الحمراء
تذكرة نول الحمراء هي تذكرة ورقية يمكن الحصول عليها في أي وقت مقابل درهمين فقط، ويمكن تعبئتها حتى 10 رحلات، حالياً يجب استخدام تذكرة مستقلة لكل وسيلة نقل مثل المترو فقط، أو الحافلات فقط، أو الباص المائي فقط. تتميز بالسعر تذكرة المنخفض للتذكرة وامكانية شراؤها من أي جهاز بيع التذاكر في أي وقت وتتيح الدفع للرحلة الفعلية فقط 

## خدمات أخرى
تقدم البطاقة العديد من الخدمات الأخرى
- تحويل نول إلى بطاقة شخصية وذلك عن طريق تعبئة الطلب عبر الموقع الرسمي للبطاقة [7]

## بطاقات شبيهة داخل الإمارات

بطاقة حافلات الإلكترونية

في 15 مايو / ايار 2015 تم اطلاق بطاقة حافلات hafilat في امارة أبوظبي لاستخدامها بالنقل العام بالحافلات ووسائل النقل التابعة إلى دائرة النقل  في أبوظبي وقد تم اصدارها في خمسة فئات مختلفة 

## روابط خارجية
- الموقع الرسمي لبطاقة نول نسخة محفوظة 19 فبراير 2018 على موقع واي باك مشين. www.nol.ae
- [www.rta.ae موقع هيئة الطرق والمواصلات]